# Antonov An-218
O Antonov An-218 foi uma proposta da Antonov de um avião comercial wide body. Com um projeto bimotor, deveria carregar cerca de 350 passageiros.
O primeiro voo estava inicialmente agendado para 1994. Entretanto, devido a condições econômicas extremas, o projeto foi abandonado.
Apenas uma réplica em tamanho real feita de madeira do An-218 foi construída, sendo eventualmente desmontada.